# Starlet
Starlet (bra: Uma Estranha Amizade) é um filme independente de drama estadunidense de 2012 dirigido e escrito por Sean Baker. Estrelado por Dree Hemingway e Besedka Johnson, conta a história de uma amizade entre duas mulheres: uma de 21 anos e outra de 85, que vivem no Vale de São Fernando.

## Elenco
- Dree Hemingway - Jane/Tess
- Besedka Johnson - Sadie
- Stella Maeve - Melissa
- James Ransone - Mikey
- Karren Karagulian - Arash
- Mickey O'Hagan - Janice